# Psoloptera thoracica
Psoloptera thoracica är en fjärilsart som beskrevs av Druce 1884. Psoloptera thoracica ingår i släktet Psoloptera och familjen björnspinnare. Inga underarter finns listade.